# Consiglio di sicurezza della Federazione Russa
Il Consiglio di sicurezza della Federazione Russa (in russo Совет безопасности Российской Федерации?, Sovet bezopasnosti Rossijskoj Federacii; СБРФ, SBRF) è un organo consultivo a disposizione del Presidente della Federazione Russa in materia di sicurezza nazionale.

## Storia
Il consiglio di sicurezza della Repubblica Socialista Federativa Sovietica Russa (precursore dell'attuale) è stato istituito nell'aprile del 1991 insieme al ruolo di Presidente.
Nella costituzione del 1993 il consiglio deve essere guidato dal presidente, tuttavia il suo ruolo non viene chiaramente definito, infatti solo nel 2010 la legge sulla sicurezza chiarirà il suo ruolo di "organo consultivo al servizio del presidente in questioni di sicurezza nazionale".

## Composizione
Il consiglio di sicurezza è formato da 37 membri, di cui 14 permanenti.

### Membri permanenti
I membri permanenti del consiglio sono 14: il Presidente, il Primo ministro, i presidenti delle due camere (Consiglio Federale e Duma di Stato), il capo dello staff del presidente, 3 ministri (difesa, affari esteri e affari interni), i direttori di FSB, SVR e il segretario del consiglio.
| Nome                          | Ruolo                                                                          |
| ----------------------------- | ------------------------------------------------------------------------------ |
| Vladimir Putin                | Presidente della Federazione Russa e Presidente del Consiglio di Sicurezza     |
| Dmitry Medvedev               | Vice Presidente del Consiglio di Sicurezza                                     |
| Andrej Rėmovič Belousov       | Ministro della difesa                                                          |
| Aleksandr Bortnikov           | Direttore dell'FSB                                                             |
| Sergey Borisovich Ivanov      | Rappresentante speciale per la protezione ambientale, l'ecologia e i trasporti |
| Vladimir Kolokol'cev          | Ministro degli affari interni                                                  |
| Sergej Lavrov                 | Ministro degli affari esteri                                                   |
| Valentina Matvienko           | Presidente del Consiglio Federale                                              |
| Michail Vladimirovič Mišustin | Primo ministro della Federazione Russa                                         |
| Sergej Naryškin               | Direttore dell'SVR                                                             |
| Nicolay Platonovich Patrushev | Assistente del Presidente della Federazione Russa                              |
| Anton Vajno                   | Capo di Gabinetto dell'Ufficio del Presidente                                  |
| Vjačeslav Volodin             | Presidente della Duma di Stato                                                 |
| Sergej Šojgu                  | Segretario del consiglio di sicurezza                                          |

### Membri temporanei
I membri temporanei sono 4 ministri (giustizia, finanze, situazioni d'emergenza e sviluppo dell'estremo oriente russo), il procuratore generale, i sindaci delle città federali di Mosca e San Pietroburgo, i rappresentanti di 5 circondari federali (Centrale, Nordoccidentale, Meridionale, Caucaso Settentrionale, Volga e Urali), il capo di stato maggiore delle forze armate, 6 vicesegretari del consiglio e 6 assistenti del segretario.
| Nome                  | Ruolo                                                                                              |
| --------------------- | -------------------------------------------------------------------------------------------------- |
| Denis Manturov        | Primo Vice Primo Ministro del Governo                                                              |
| Alexander Kurenkov    | Ministro delle situazioni d'emergenza                                                              |
| Konstantin Chuichenko | Ministro della giustizia                                                                           |
| Aleksandr Kozlov      | Ministro per lo sviluppo dell'oriente russo                                                        |
| Anton Siluanov        | Ministro delle finanze e Vice-Primo ministro                                                       |
| Valerij Gerasimov     | Capo di stato maggiore delle forze armate e primo vice-ministro della difesa                       |
| Viktor Zolotov        | Direttore della Guardia Nazionale (Rosgvardia)                                                     |
| Igor Krasnov          | Procuratore generale della Federazione Russa                                                       |
| Sergej Sobjanin       | Sindaco di Mosca                                                                                   |
| Aleksandr Beglov      | Governatore di San Pietroburgo                                                                     |
| Igor' Ščëgolev        | Rappresentante plenipotenziario del presidente nel Circondario Federale Centrale                   |
| Aleksandr Gutsan      | Rappresentante plenipotenziario del presidente nel Circondario Federale Nordoccidentale            |
| Vladimir Ustinov      | Rappresentante plenipotenziario del presidente nel Circondario Federale Meridionale                |
| Yuri Chaika           | Rappresentante plenipotenziario del presidente nel Circondario Federale del Caucaso Settentrionale |
| Igor' Komarov         | Rappresentante plenipotenziario del presidente nel Circondario Federale del Volga                  |
| Artem Zhoga           | Rappresentante plenipotenziario del presidente nel Circondario Federale degli Urali                |
| Anatoly Seryshev      | Rappresentante plenipotenziario del presidente nel Circondario Federale della Siberia              |
| Yuri Trutnev          | Rappresentante plenipotenziario del presidente nel Circondario Federale dell'Estremo Oriente       |
| Aleksey Dyumin        | Assistente del Presidente della Federazione Russa                                                  |
| Aleksandr Linets      | Capo della Direzione principale dei programmi speciali del Presidente della Federazione Russa      |
| Gennady Krasnikov     | Presidente dell'Accademia Russa delle Scienze                                                      |
| Veronika Skvortsova   | Capo dell'Agenzia federale medica e biologica                                                      |
| Rašid Nurgaliev       | Primo Vice Segretario del Consiglio di Sicurezza                                                   |